# Нинџу
Нинџу (仁寿) је јапанска ера (ненко) која је наступила после Кашо и пре Саико ере. Временски је трајала од априла 851. до новембра 854. године и припадала је Хејан периоду. Владајући монарх био је цар Монтоку.

## Важнији догађаји Нинџу ере
- 853. (Нинџу 3, други месец): Цар посећује дом удаиџина Фуџиваре Јошифусе, деду његовог именованог наследника.[3]
- 853. (Нинџу 3, пети месец): Храм Асама у провинцији Суруга је званично укључен у националну листу храмова и светих места.[4]